# Beatriz de Falkenburg

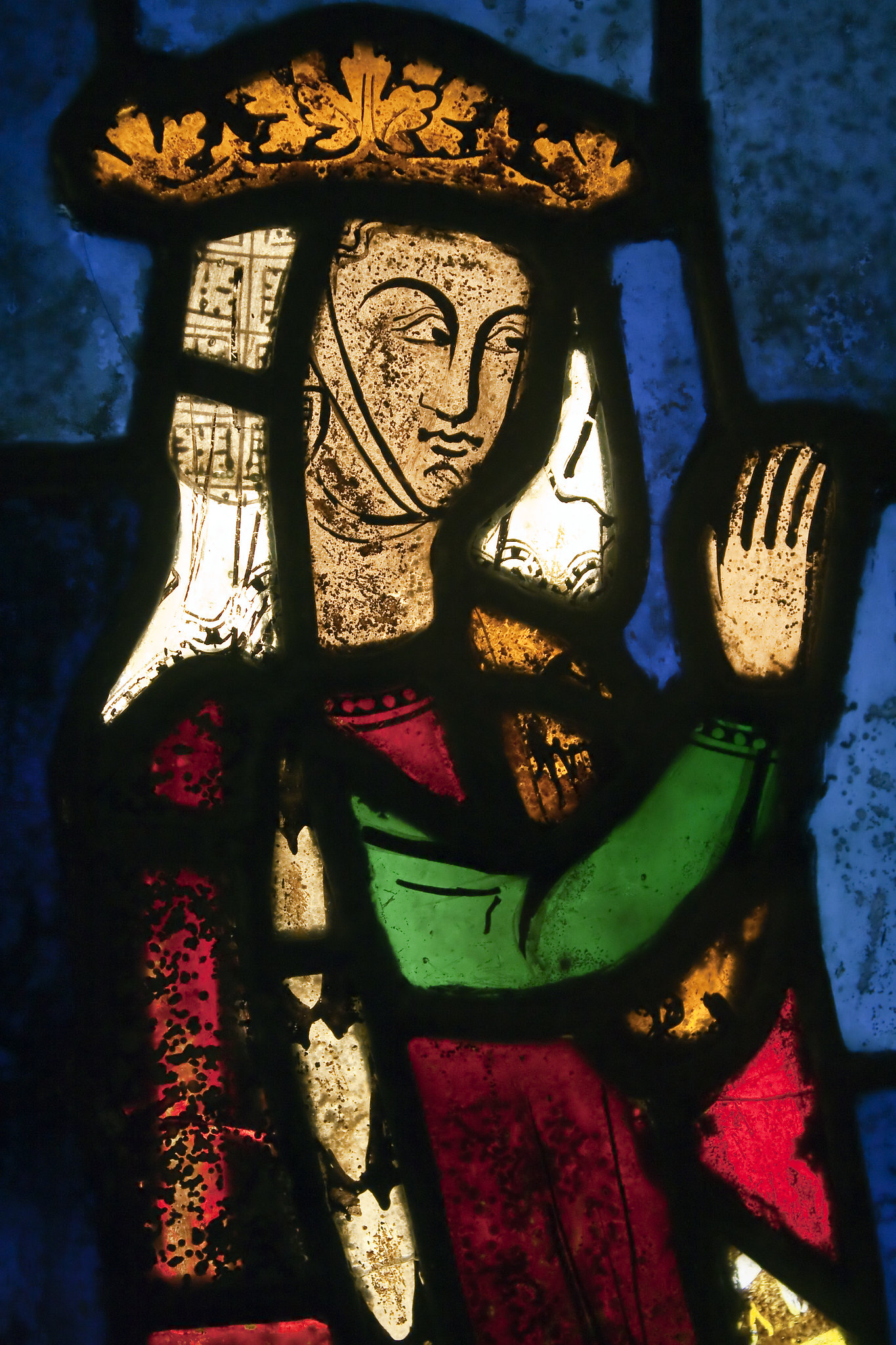
Beatriz de Falkenburg

Beatriz de Falkenburg (1253 - 17 de octubre de 1277) fue una princesa alemana.
Era uno de los 6 hijos de Dietrich II, conde de Falkenburg y de Heinsberg -bisnieto del conde Dietrich III de Cleves- y de su primera esposa, Berta de Limburgo. 
Se casó en la ciudad alemana de Kaiserslautern, el 16 de junio de 1269, con Ricardo de Inglaterra, conde de Cornualles y Rey electo de Romanos. Beatriz tenía entonces 16 años, siendo conocida como la mujer más bella de su tiempo, mientras que su esposo contaba con 60 años de edad. De su matrimonio no tuvo descendencia.
Muerto Ricardo (2 de abril de 1272), Beatriz decide permanecer en Inglaterra. Falleció el 17 de octubre de 1277, a los 24 años de edad, siendo sepultada en la capilla de los frailes menores de Oxford.